# Jardin Louise-Talbot-et-Augustin-Avrial (Paris)
Pour les articles homonymes, voir Bréguet.
Le jardin Louise-Talbot-et-Augustin-Avrial (jardin Bréguet jusqu'en 2021) est un espace vert du 11e arrondissement de Paris, en France.

## Origine du nom

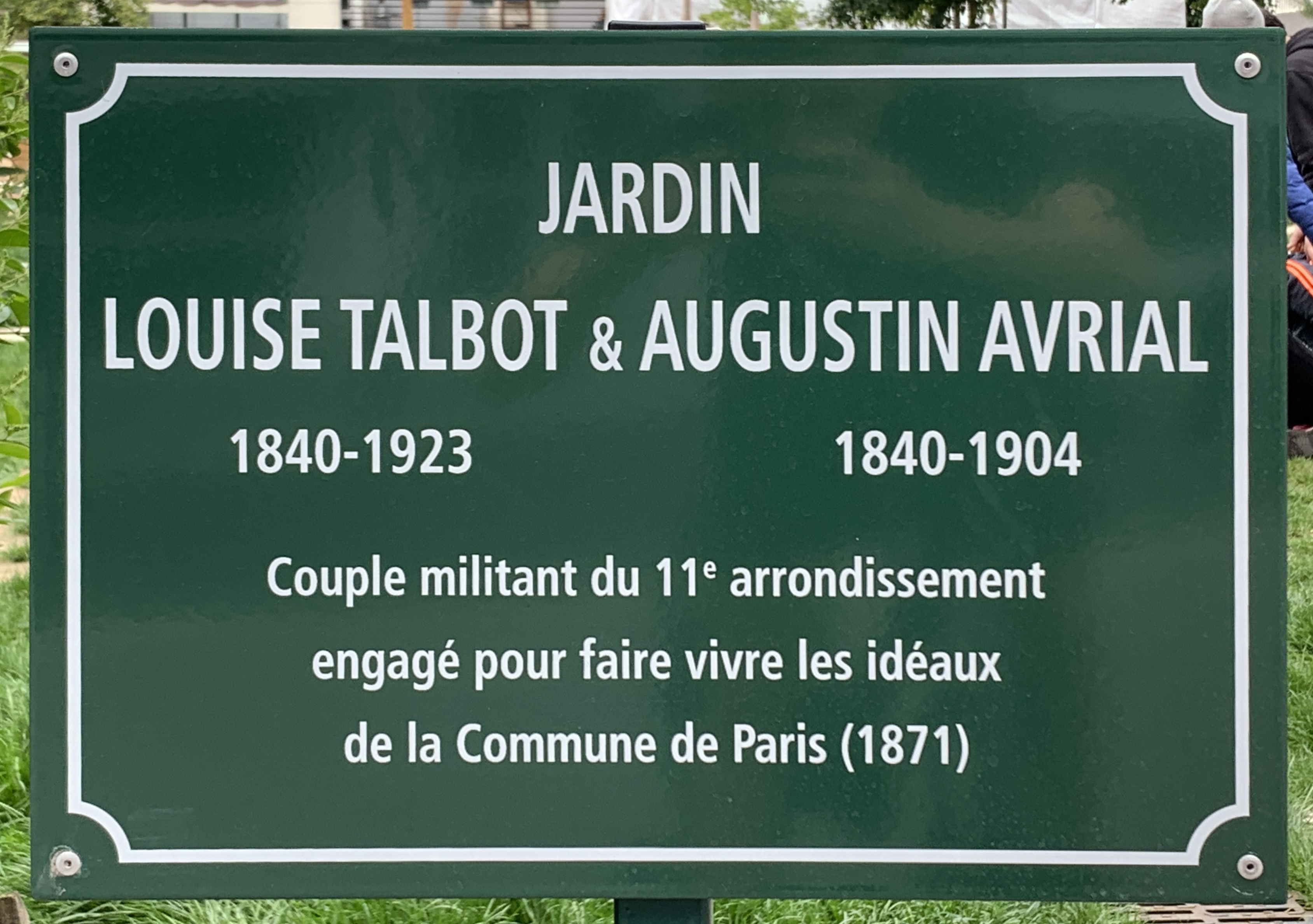
Plaque du jardin.

À son inauguration, le jardin est nommé « jardin Bréguet » du fait de sa proximité avec la rue Bréguet. En février 2021, l'espace vert est renommé en l'honneur de Louise Talbot et d'Augustin Avrial, deux militants du 11e arrondissement durant la Commune de Paris,.

## Situation et accès
On y accède par la rue Bréguet et la villa Marcès.

## Historique
Inauguré en 2019, le jardin est issu de la transformation d'une parcelle de l’îlot Bréguet sur des parcelles appartenant à la Poste, d’une surface globale de 1,3 hectare, rétrocédée à la Ville de Paris par Paris Habitat. Cet espace vert possède une pelouse centrale, d’une superficie de 298 m2, bordée d’un côté par des vallonnements ponctués d’arbres (pins sylvestres, cerisiers, érables champêtres) mêlés à des plantes herbacées qui doivent évoquer la lisière de la forêt. Une clôture permet de fermer ce jardin le soir. Le jardin dispose également d'une aire de jeux  d'une superficie de 148 m2 accueille les plus petits.